# Alberget 4

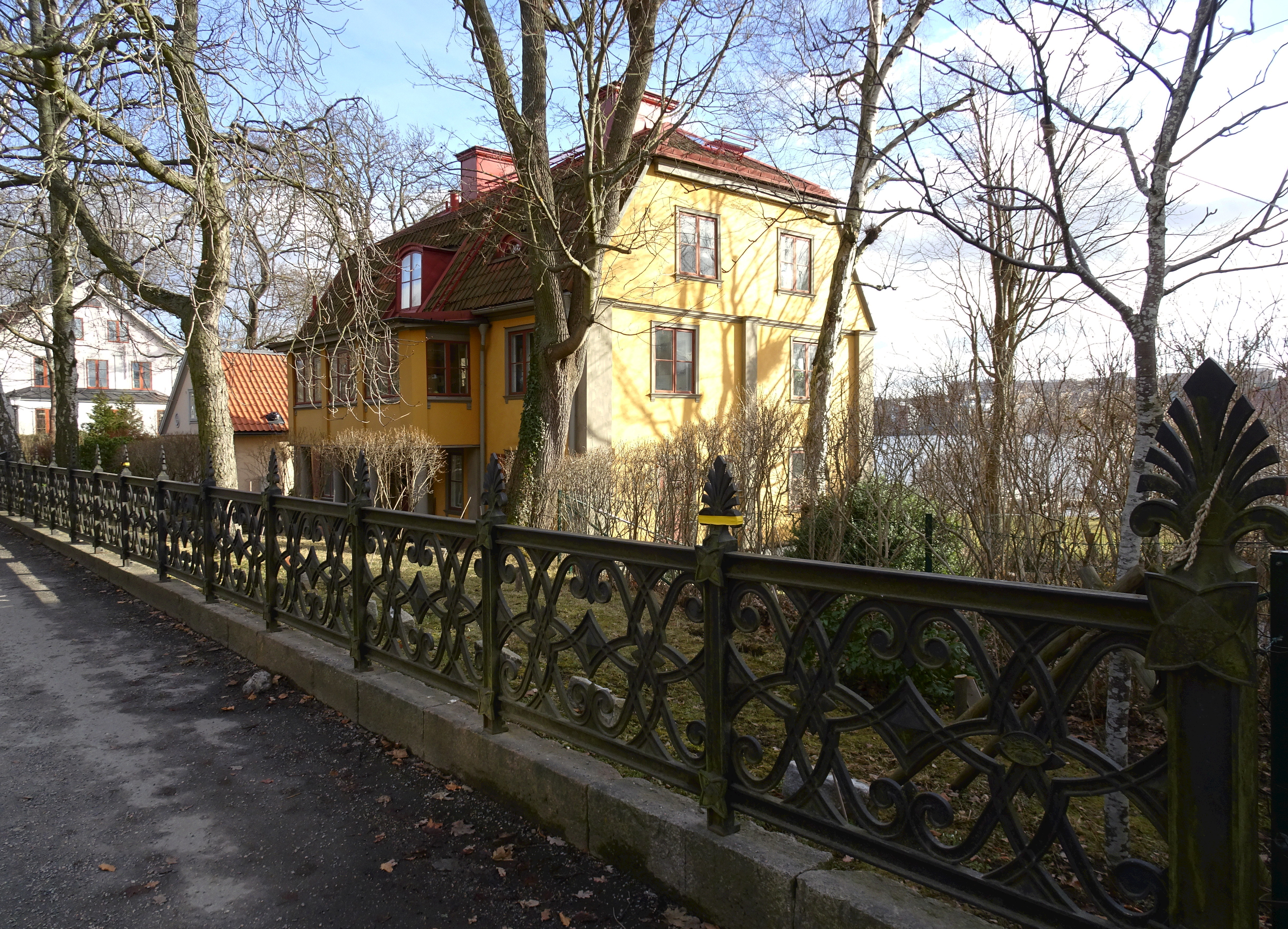
Alberget 4A (närmast) och Alberget 4B i bakgrunden, 2017.

Alberget 4 är en äldre villafastighet i området Alberget vid Djurgårdsvägen 124–140 på Södra Djurgården i Stockholm. På Alberget 4A grundades Djurgårdens IF den 12 mars 1891 och Alberget 4B ägdes efter 1890 av Abraham Rydbergs stiftelse "till danande av skickliga sjömän". 

## Historik
Området för dagens Alberget 4 var under senare delen av 1700-talet bebyggt med tre mindre gårdar som förvärvades 1812 av handelshuset Jacob de Ron & söner. Handelshuset var grundat av den från Frankfurt am Main inflyttade Jacob De Ron (1739–1828). Firman drev här en brädgård som kom att existerar i mer än 100 år. Under större delen av 1780-talet var De Ron Sveriges näst största exportör av stångjärn. Firman ägde även Svabensverks bruk  i sydvästra Hälsingland.
År 1833 gick Jacob de Ron & söner i konkurs och 1835 inropades Alberget 4 på en exekutiv auktion av grosshandlaren Didrik Silfverberg. Under hans tid utfördes en större om- och påbyggnad av den östra huvudbyggnaden (sedermera Alberget 4B). För ritningarna svarade troligen arkitekt Immanuel Nobel den yngre som även förmodas vara arkitekt för grannhuset Weylandtska villan. Efter Didrik Silfverbergs död 1852 övertog grosshandlaren C.G. Lindström fastighetens västra del som fick benämningen Alberget 4A, medan den östra delen benämndes Alberget 4B och behölls av Didrik Silfverbergs änka Sofia Gustafva. 

### Alberget 4A

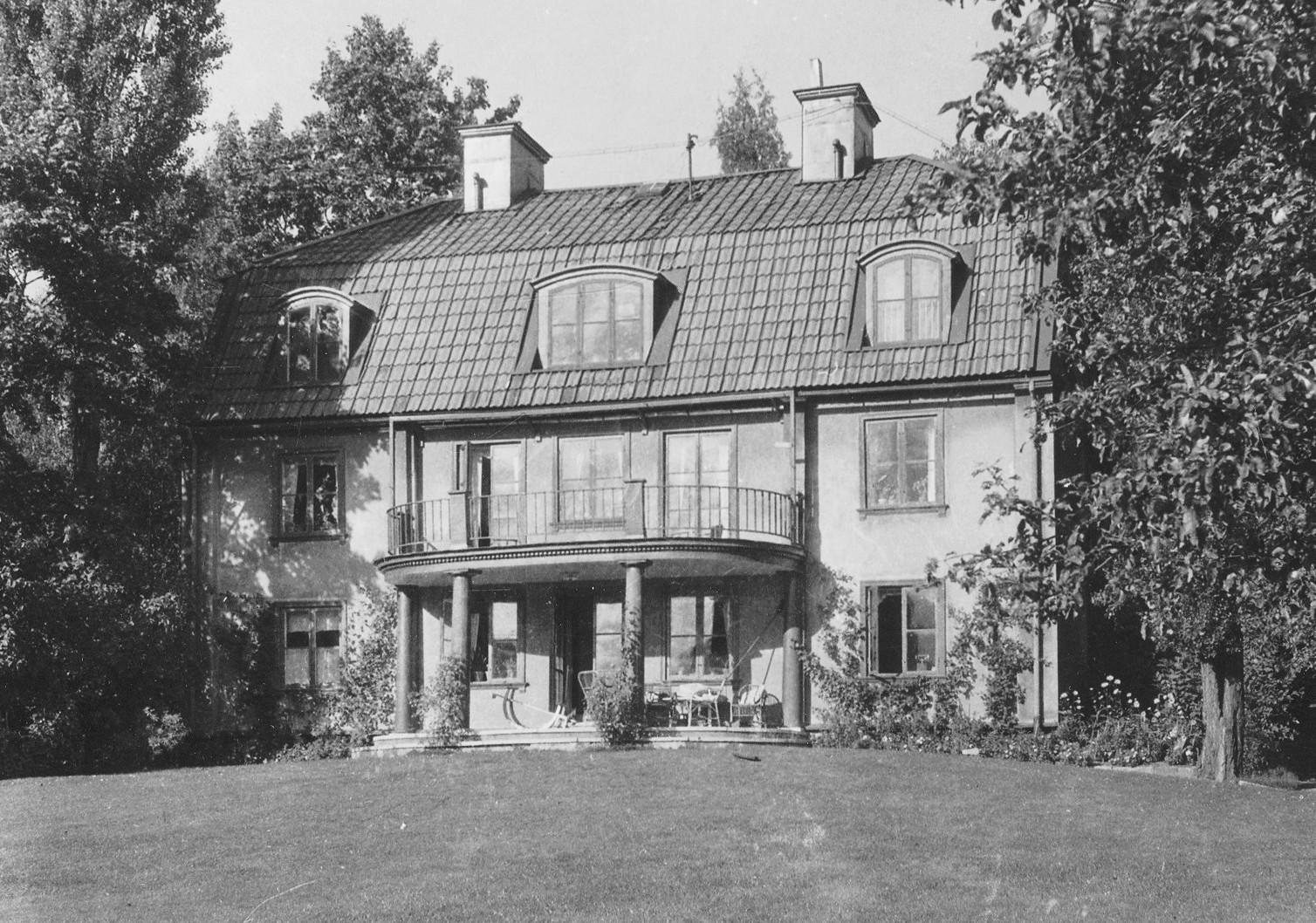
Alberget 4A, 1946.

Alberget 4A (dagens Djurgårdsvägen 124) vandrade efter Lindström genom många händer. Bland ägarna märks grosshandlaren Pehr Wickström den yngre (1817–1880) som blev ägare på 1860-talet och bedrev trävaruhandel här. Hans familj hörde på den tiden till Sveriges ledande inom trävarubranschen och ägde ungefär samtidigt även villa Listonhill lite längre österut på Djurgården. 
Efter Wickström tillträdde flera grosshandlarfamiljer som ägare, den sista i raden var Emil Högelin som 1916 överlät besittningsrätten till Sundsvallsbanken. 1923 blev genetikern Gert Bonnier med hustru Tony ägare till Alberget 4A. De lät utföra en omfattande restaurering och renovering av den gamla 1700-talsbyggnaden. Deras son, racerföraren Joakim Bonnier, hade fram till sin död 1972 sin svenska bostad i ett av husen på tomten. 
Alberget 4A blev även känd som adress där Djurgårdens IF bildades den 12 mars 1891 i ett  numera försvunnet kafé. En av initiativtagaren var cirkusatleten Axel Öfverstén som i slutet av 1800-talet var bosatt i närbelägna villa Sofiedal på Alberget 5A (dagens Djurgårdsvägen 142). En liten skylt på smidesgrinden påminner om det. Sedan 1 april 2014 saluförs ett pilsneröl av Systembolaget med namnet Alberget 4A, bryggt av Grebbestad Bryggeri. En del av intäkterna går till Djurgårdshjälpens insamlingar.

### Nutida bilder, Alberget 4A

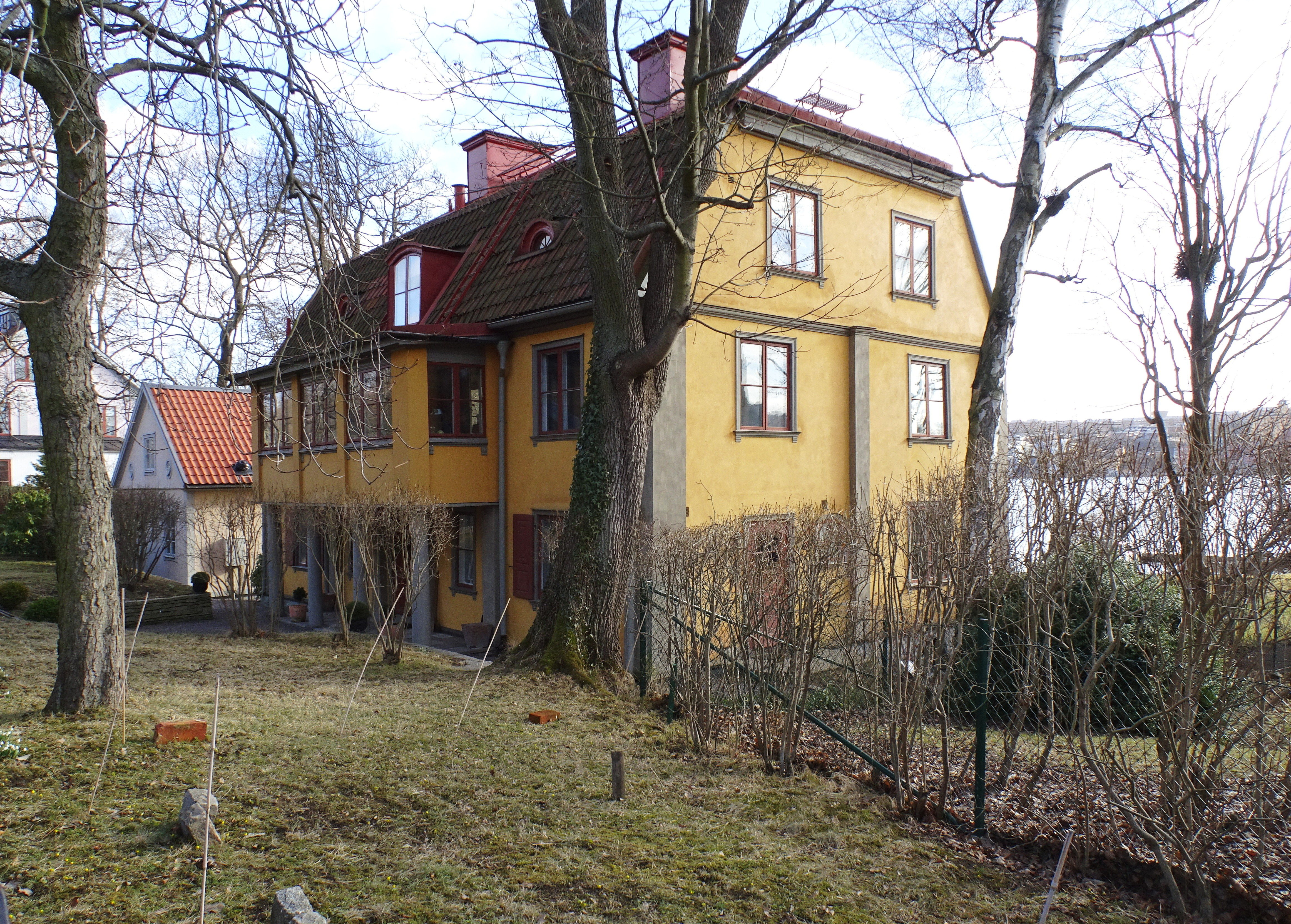
Fasad mot Djurgårdsvägen.
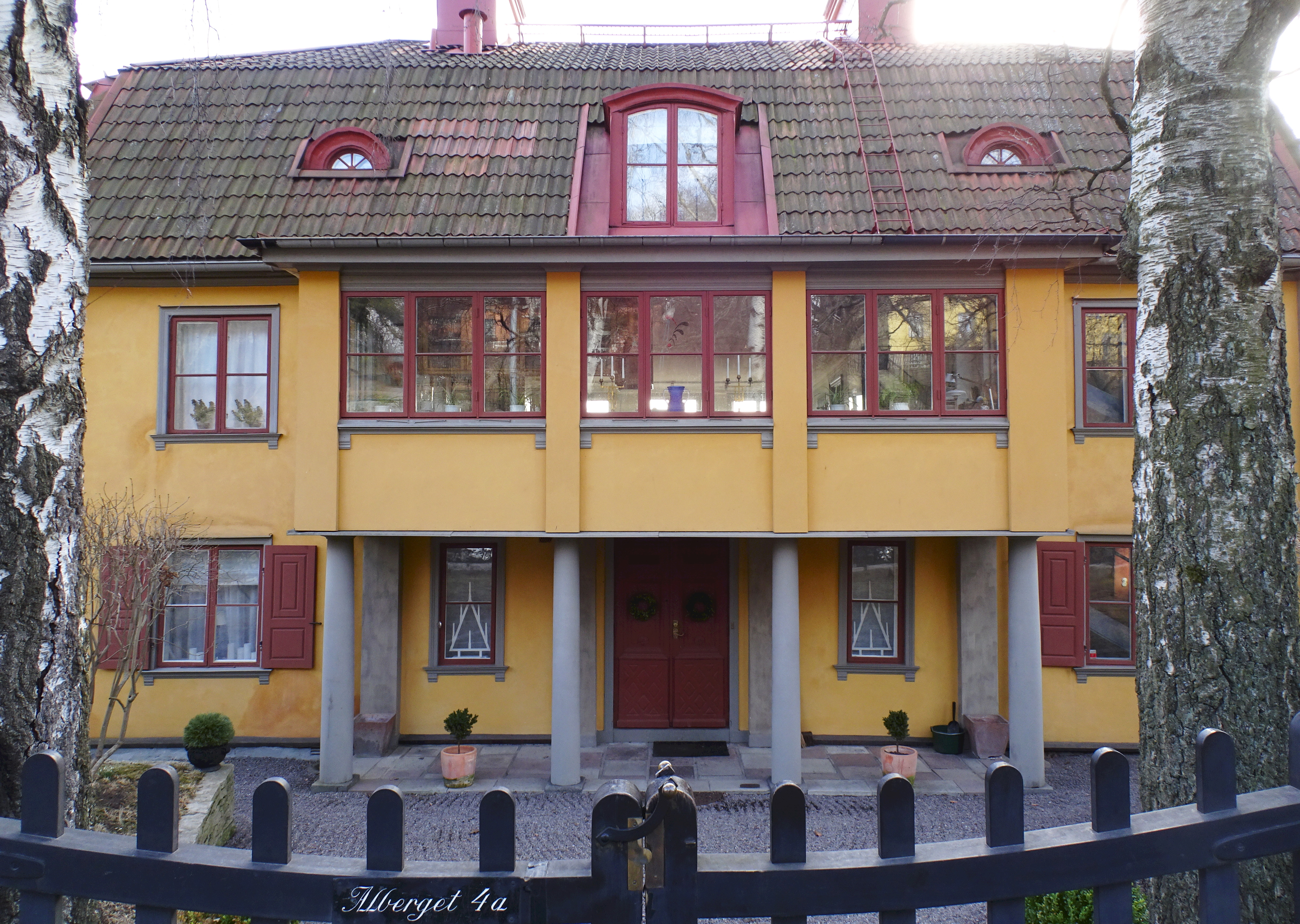
Fasad mot Djurgårdsvägen.
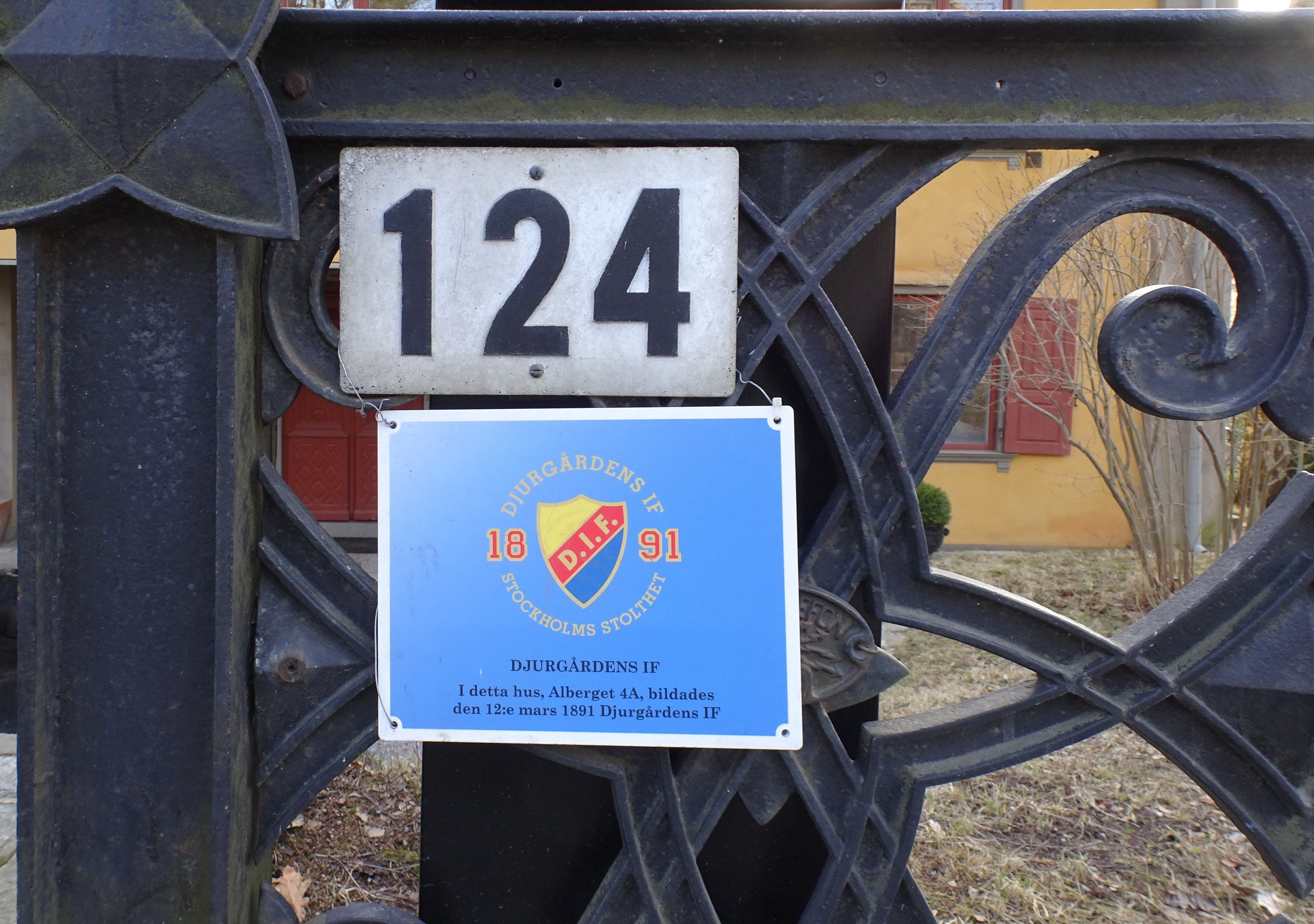
DIF:s minnesskylt.
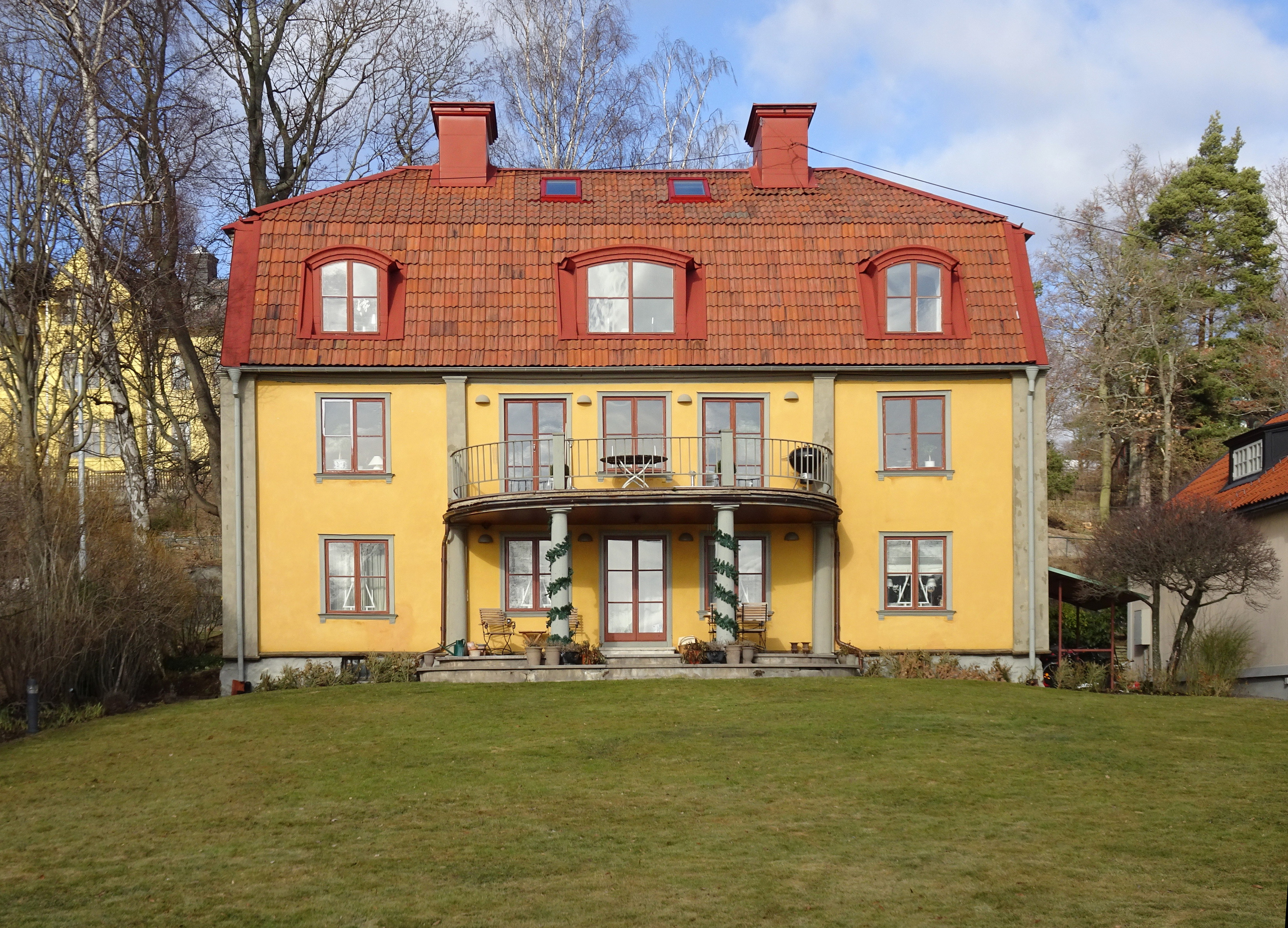
Fasad mot söder.

### Alberget 4B

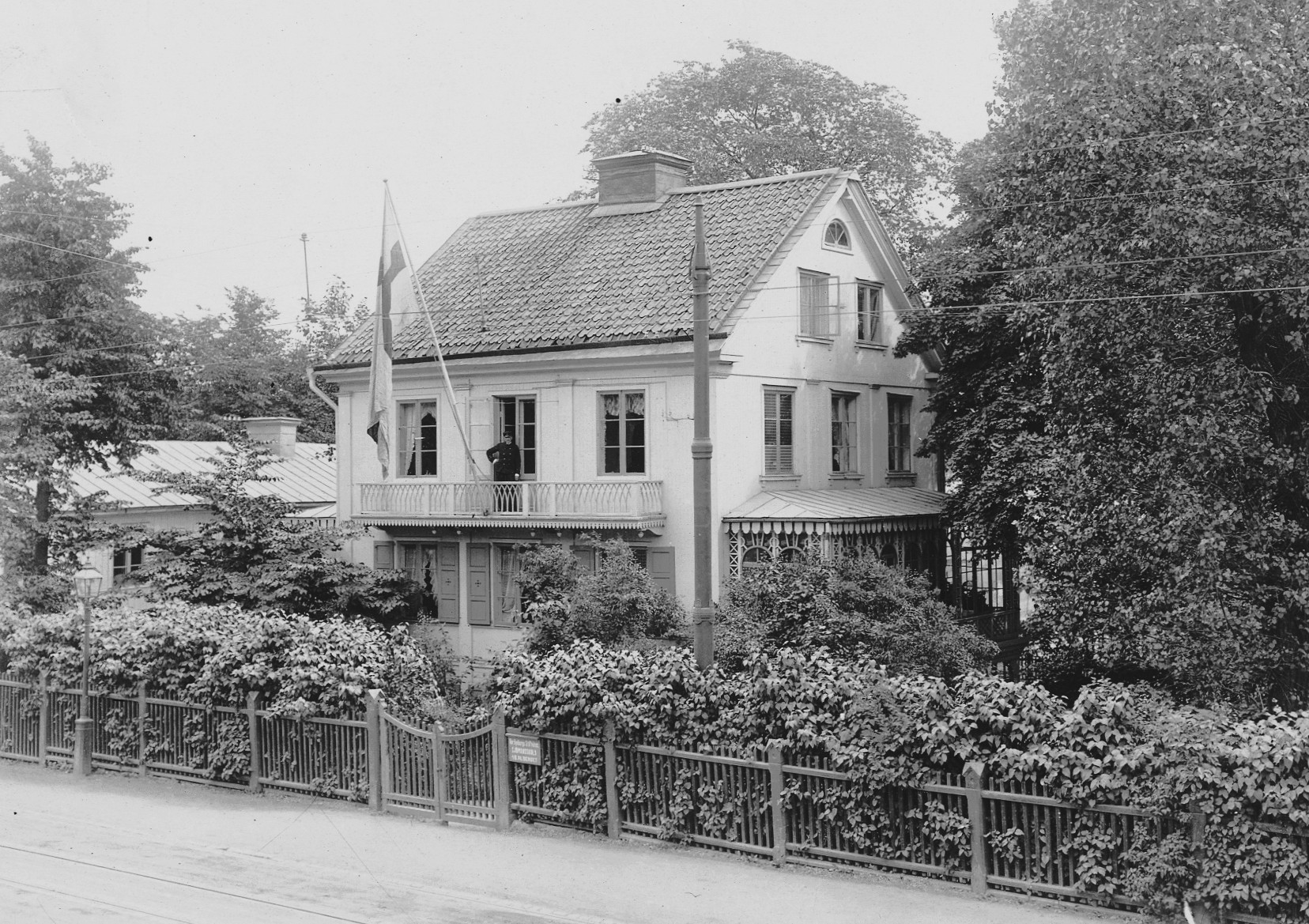
Alberget 4B, 1910-tal.

Alberget 4B (dagens Djurgårdsvägen 136–140) vars huvudbyggnad härrör 1780-talet såldes av änkan Sofia Gustafva Silfverberg till grosshandlaren Levy Josef Eliasson som hade stället som sommarnöje fram till 1882. Samma år förvärvades Alberget 4B av den genom den förmögne grosshandlaren Abraham Rydberg initierade Abraham Rydbergs stiftelse "till danande av skickliga sjömän i det praktiska sjömansyrket". Ändamålet var att kostnadsfritt undervisa ungdomar mellan 12 och 20 år i sjömansyrket. På Alberget 4B inrättades bland annat kaptensbostad, gymnastiksal samt tross- och segelbodar. Stiftelsens skepp låg förtöjt i vattnet nedanför skolan, och sjömanseleverna var förlagda på skeppet. Bland eleverna märks Nils Ferlin som gick igenom sin sjömansutbildning här 1915. 
Under närmare 50 år bedrev stiftelsen sin sjömansskola i området. I trädgården står ett lusthus från 1840-talet och Sveriges äldsta bevarade kägelbana från 1848 som ursprungligen fanns i Kräftriket på Norra Djurgården och flyttades hit på 1960-talet. Huvudbyggnaden och kägelbanan är blåklassade av Stadsmuseet i Stockholm, vilket innebär att husens kulturhistoriska värde av stadsmuseet anses motsvara fordringarna för byggnadsminnen i Kulturmiljölagen. 
År 1929 såldes Alberget 4B till politikern Knut Dahlberg och hans änka Ester bodde kvar fram till 1959. Men minnet efter Abraham Rydberg lever fortfarande kvar. I den östra gårdsbyggnaden är ett rum inrett som påminner om stiftelsens epok. På hushörnet sitter en galjonsfigur och över dörren finns inskriptionen "Abraham Rydberg Stockholm". Här återförenas gasterna från Rydbergsstiftelsens tid årligen.

### Nutida bilder, Alberget 4B

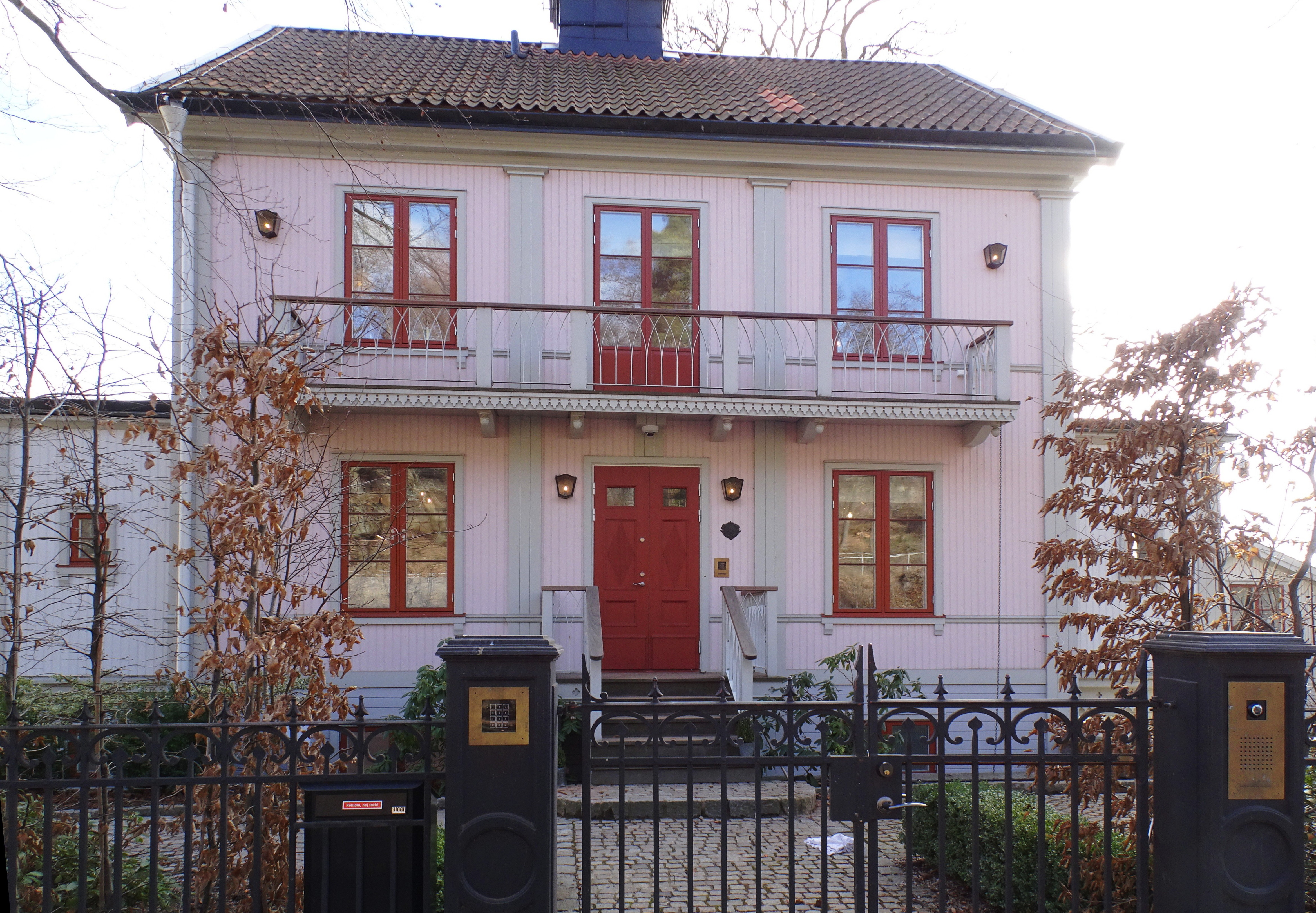
Fasad mot Djurgårdsvägen.
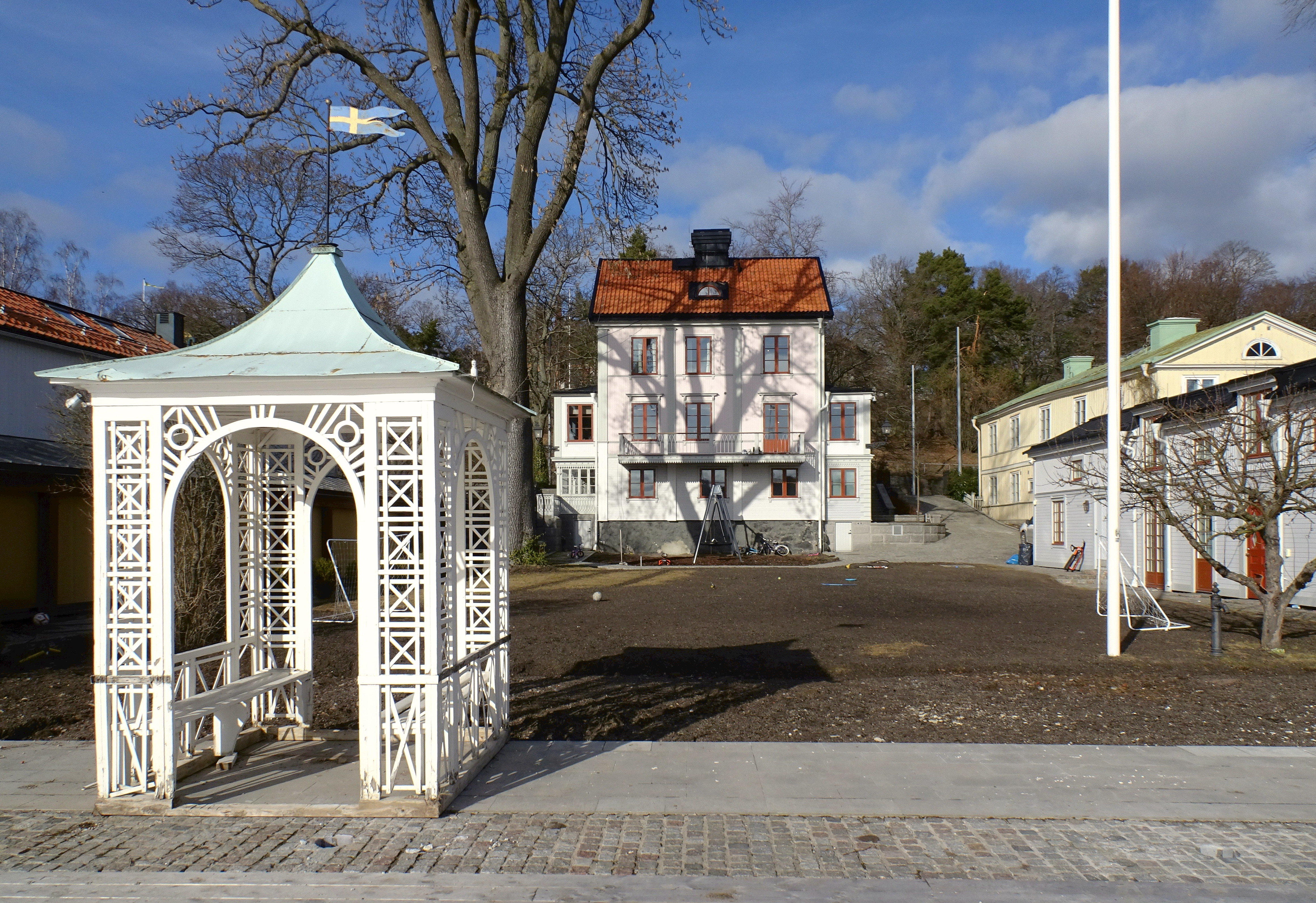
Fasad mot söder med lusthuset.
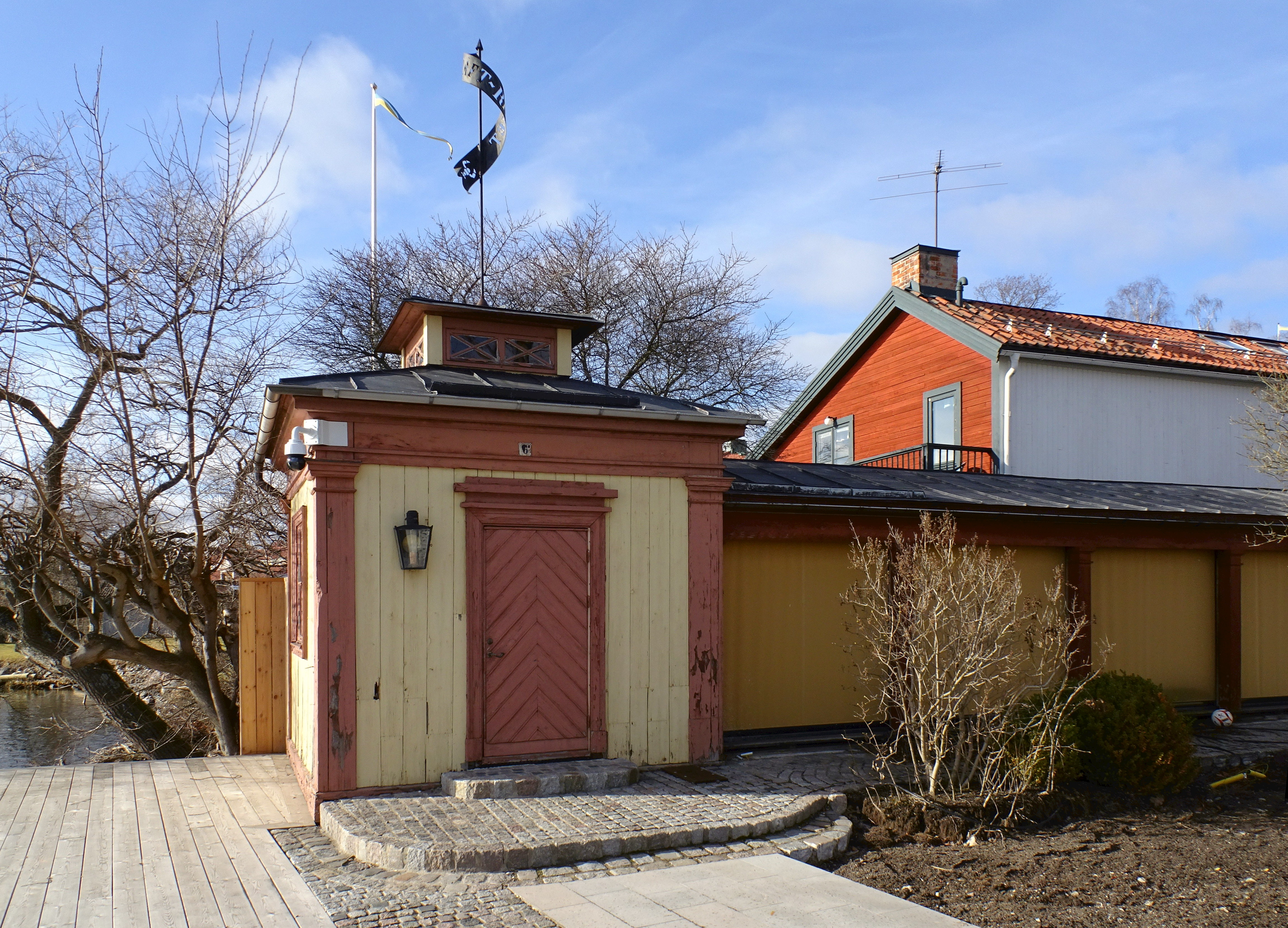
Sveriges äldsta kägelbana.
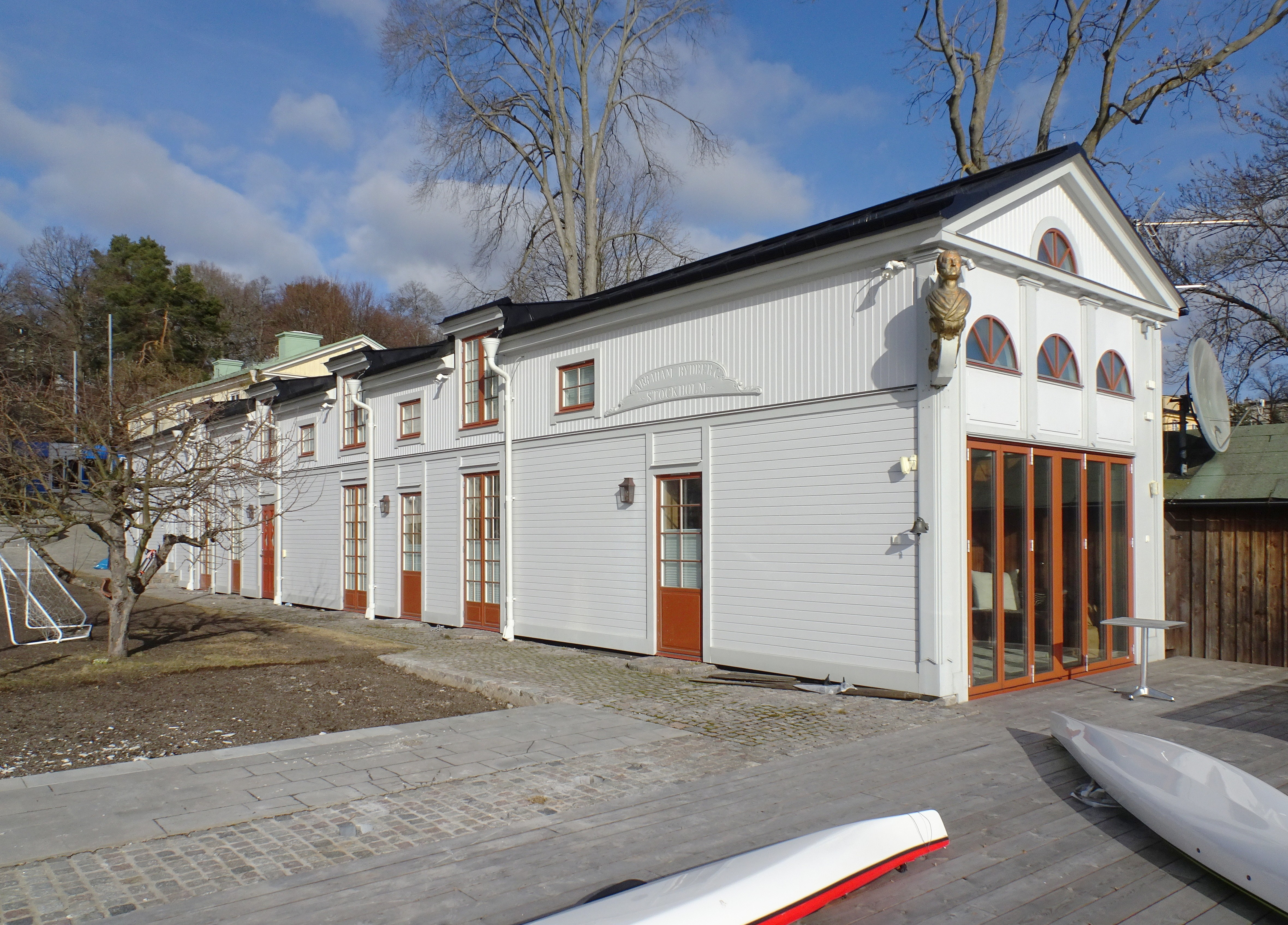
Minnesrum för Abraham Rydbergs stiftelse.